# Lóng Luông
Lóng Luông hoặc Loóng Luông là một xã thuộc huyện Vân Hồ, tỉnh Sơn La, Việt Nam.

## Địa lý
Xã Lóng Luông có vị trí địa lý:
- Phía đông giáp xã Chiềng Yên
- Phía tây giáp xã Vân Hồ
- Phía nam giáp tỉnh Hòa Bình
- Phía bắc giáp xã Chiềng Khoa.

Xã Lóng Luông có diện tích 62,32 km², dân số năm 2020 là 6.683 người, mật độ dân số đạt 107 người/km².

## Hành chính
Xã Lóng Luông được chia thành 9 bản: Co Chàm, Co Lóng, Co Tang, Lóng Luông, Lũng Xá, Pa Kha, Săn Cài, Suối Bon, Tà Dê.

## Lịch sử
Trước đây, Lóng Luông là một xã thuộc huyện Mộc Châu.
Ngày 25 tháng 7 năm 1978, Bộ trưởng Phủ Thủ tướng ban hành Quyết định số 130-BT về việc đổi tên xã Kiến Thiết thành xã Lóng Luông.
Ngày 11 tháng 1 năm 1986, Hội đồng Bộ trưởng ban hành Quyết định số 4-HĐBT về việc chia xã Lóng Luông thành hai xã lấy tên là xã Lóng Luông và xã Vân Hồ.
Xã Lóng Luông có diện tích tự nhiên 6.456 hécta với 2.305 nhân khẩu.
Ngày 10 tháng 6 năm 2013, Chính phủ ban hành Nghị quyết 72/NQ-CP. Theo đó, chuyển xã Lóng Luông thuộc huyện Mộc Châu về huyện Vân Hồ mới thành lập quản lý.